# Kim Newman
Kim Newman (ur. 31 lipca 1959 w Londynie) – brytyjski dziennikarz, krytyk filmowy i pisarz. W jego twórczości częste są nawiązania do historii filmu, horroru i historii alternatywnej.
Pod pseudonimem Jack Yeovil pisze także w fikcyjnych światach Dark Future i Warhammer Fantasy.
Jego beletrystyka otrzymała liczne nagrody, m.in.
- The Horror Writers of America’s Bram Stoker Award for Best Non Fiction (Horror: 100 Best Books)
- The British Science Fiction Award for Best Short Fiction (The Original Dr Shade)
- The Fiction Award of the Lord Ruthven Assembly(inne języki) (Anno Dracula)
- The International Horror Critics’ Guild Award(inne języki) for Best Novel (Anno Dracula)
- The International Horror Critics’ Guild Award(inne języki) for Best Novella (Coppola's Dracula)
- British Fantasy Award for Best Collection 2000 (Where the Bodies Are Buried)

## Twórczość
- Cykl książek Anno Dracula[2]
  - Anno Dracula
  - Krwawy baron[3]
  - Dracula Cha Cha Cha
  - Johnny Alucard
  - One Thousand Monsters
  - Daikaiju
- Life’s Lottery (1999)
- Where the Bodies are Buried (2000)